# Badb

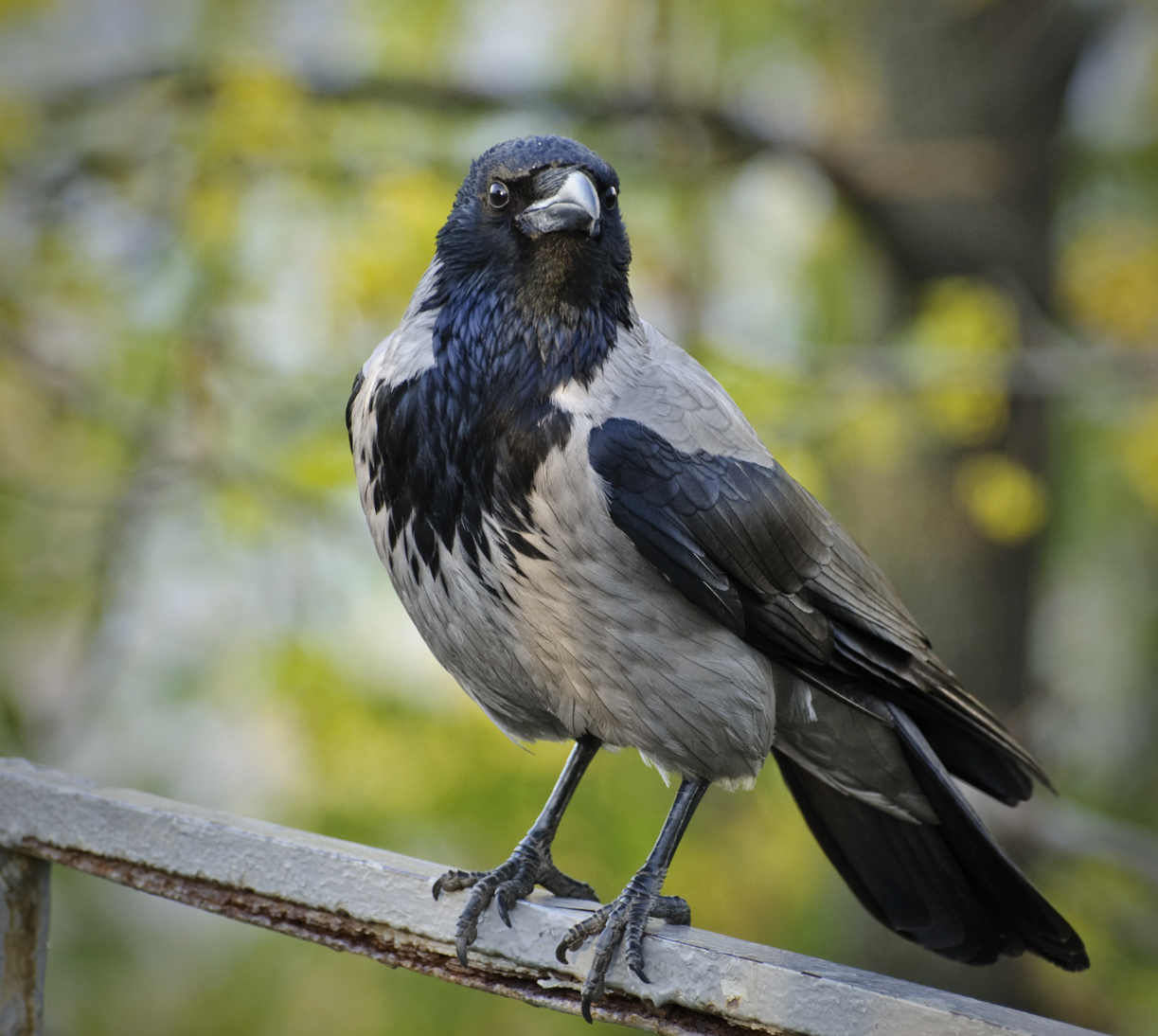
Badb neemt vaak de gedaante aan van een bonte kraai

In de Ierse mythologie is de Badb, een woord dat kraai betekent, een oorlogsgodin in de gedaante van een bonte kraai. Deze wordt ook wel Badb Catha (strijdkraai) genoemd. Ze staat erom bekend angst en verwarring onder soldaten te zaaien zodat de uitslag van de strijd in de door haar gewenste richting gaat. Badb kan ook voorafgaand aan een veldslag verschijnen om de omvang van de slachting te duiden, of om de dood van een bekend persoon te voorspellen. Dit wordt gedaan door het maken van klagende geluiden.  
Samen met haar zusters, Macha en Morrigan, vormt Badb een drie-eenheid van oorlogsgodinnen, met de benaming  Morrígna.

## Optreden in legenden
In Ierse legenden wordt Badb geassocieerd met oorlog en dood. Ze verschijnt hetzij om voorbode te zijn van bloedvergieten, of om aan de strijd deel te nemen en verwarring onder de soldaten te veroorzaken. Als heraut van onheil verschijnt ze in verschillende vermommingen. In Togail Bruidne Dá Derga neemt ze de vorm aan van een lelijke heks die de ondergang van Conaire Mór profeteert. In dezelfde gedaante verschijnt ze in Togail Bruidne Dá Choca om het neerslaan van de Cormac Condloinges aan te kondigen. Ook neemt ze de vorm aan van een wasvrouw bij de beek, bezig het harnas van Cormac te wassen wat als een voorbode van de dood werd beschouwd. De kreten van Badb kunnen ook worden beschouwd als een slecht voorteken. Cormac's naderende dood wordt aangekondigd met de woorden "De bebloede monden van Badbs roepen rond het huis / Lichamen zullen er begerig naar zijn".
Ze werd ook regelmatig getoond als een actieve deelnemer aan oorlogvoeren. Het slagveld werd soms "de tuin van de Badbs" genoemd. Tijdens de Eerste slag om Mag Tuired, vocht Badb met haar zusters aan de zijde van de Tuatha Dé Danann. Met hulp van magie bewerkstelligden de drie zussen angst en verwarring onder het Fir Bolg-leger, en gunde de vijand drie volle dagen geen rust. Badb speelt een dergelijke rol ook in Táin Bó Cúailnge, de legers van Queen Medb terroriserend, velen van hen vielen door hun eigen wapens. Ze neemt vaak de vorm aan van een kraai of raaf, angst zaaiend bij wie haar horen. Ook is ze  als een stem tussen de lijken op het slagveld te horen.
Na de nederlaag van de Fomóiri bij de Tuatha Dé Danann in de tweede slag om Mag Tuired, zingt Badb een profetie om de overwinning te vieren en een periode van vrede in plaats van onheil te voorspellen.

| Midden-Iers, circa 820                                                                                      | Modern Engels |
| --- | --- |
| Sith co nem. Nem co doman. Doman fo ním, nert hi cach, án forlann, lan do mil, mid co saith. Sam hi ngam... | Peace up to heaven. Heaven down to earth. Earth beneath heaven, Strength in each, A cup very full, Full of honey; Mead in abundance. Summer in winter... |

Daarna profeteert ze over het uiteindelijke einde van de wereld, "voorspellende alle slechts dat daarin voorkomt, elke ziekte en alle wraak."

| Midden-Iers, 831-840 | Modern Engels |
| --- | --- |
| Ni accus bith nombeo baid: sam cin blatha, beti bai cin blichda, mna can feli fir gan gail. Gabala can righ... feda cin mes. Muir can toradh. sen saobretha. Brecfásach mbrithiom- braithiomh cech fer. Foglaid cech mac. Ragaid mac i lligie a athar. Ragaid athair a lligi a meic. Cliamain cach a brathar. Ni sia nech mnai assa tigh... olc aimser immera mac a athair, imera ingen... | I shall not see a world which will be dear to me: Summer without blossoms, Cattle will be without milk, Women without modesty, Men without valour. Conquests without a king... Woods without mast. Sea without produce... False judgements of old men. False precedents of lawyers, Every man a betrayer. Every son a reaver. The son will go to the bed of his father, The father will go to the bed of his son. Each his brother's brother-in-law. He will not seek any woman outside his house... An evil time, Son will deceive his father, Daughter will deceive... |

## Verwantschap
In Lebor Gabála Érenn vormen Badb, Macha en Morrígan de Morrígna drie-eenheid en worden dochters genoemd van de landbouwgodin Ernmas. Daarmee zou ze ook de zus zijn van Ériu, Banba en Fódla, de drie moedergodinnen van Ierland, naar wie dat land is genoemd. Volgens anderen zijn het trio dochters van de druïde Cailitin en zijn vrouw.

### Vergelijkbare goden
In haar rol op slagvelden gelijkt ze op Nemain. Soms wordt deze aangeduid als een van de drie Morrígna. Sommige schrijvers hebben de namen afwisselend gebruikt, suggererend dat er sprake is van een en dezelfde godheid. Badb lijkt ook verwant te zijn aan de Gallische godin Catubodua, of Bodua.

## Etymologie
Macbain (1982) denkt dat *bodwā de Proto-Keltische vorm is van Badb. Julius Pokorny (1959:203) stelt *badwā voor, op basis van dezelfde gegevens. Zowel MacBain als Pokorny leggen een link met het Oudnoorse böð, genitief: boðvar (oorlog), en het Angelsaksische beadu, genitief: beadwe, (gevecht). Pokorny noemt het een verbuiging van de Proto-Indo-Europese stam *bhedh- 'duw of steek.' Aan deze stam knoopt Pokorny ook het Sanskrit-woord bádhate, (onderdrukking) en het Litouwse bádas, (hongersnood).
W. M. Hennessy stelt dat het woord bodb of badb van origine woede of geweld betekent, en later heks of godin, in de folklore voorgesteld als een zwarte of bonte kraai.
Abnoba · 
Ancamna ·
Andarta ·
Andraste ·
Anu ·
Artio · 
Arduinna · 
Arvernorix · 
Aufaniae · 
Ategnissa · 
Aveta · 
Badb ·
Banba ·
Belenos ·
Belisama · 
Bormo · 
Branwen ·
Breg ·
Bres ·
Breogán ·
Brigantia · 
Bussurigios · 
Cailleach ·
Camulos ·
Caturix · 
Cernunnos ·
Cicollos · 
Cissonius · 
Cú Chulainn ·
Dagda ·
Danu ·
Domnu ·
Epona ·
Ériu ·
Esus ·
Fand ·
Fódla ·
Gontia · 
Grannus · 
Gwendolyn ·
Herecura · 
Icovellauna · 
Intarabis · 
Inciona ·
Iouga ·
Lí Ban ·
Litavis · 
Llŷr ·
Loucetius · 
Lugh ·
Lugos · 
Luxovius ·
Macha ·
Marrigu ·
Matres ·
Mogons · 
Mogontia · 
Morrigan ·
Nemain ·
Nemetona · 
Ogma ·
Ogmios · 
Poeninus · 
Ritona · 
Rhenus · 
Rosmerta · 
Seela ·
Sequana ·
Sídhe ·
Suleviae ·
Taranis · 
Toutiorix · 
Teutanus · 
Teutates ·
Tuatha Dé Danann ·
Vassocaletis · 
Vellaunus ·
Vosegus · 
Xulsigiae